# Кантор, Георг
Гео́рг Фе́рдинанд Лю́двиг Фи́липп Ка́нтор (нем. Georg Ferdinand Ludwig Philipp Cantor, 3 марта 1845, Санкт-Петербург — 6 января 1918, Галле (Заале)) — немецкий математик, ученик Карла Вейерштрасса. Наиболее известен как создатель теории множеств. Основатель и первый президент Германского математического общества, инициатор создания Международного конгресса математиков.
Кантор впервые определил сравнение произвольных множеств, включая бесконечные, по их «мощности» (обобщению понятия количества) через понятие взаимно-однозначного соответствия между множествами. Он классифицировал множества по их мощности, определил понятия кардинальных и порядковых чисел, арифметику кардинальных и порядковых чисел.
Теория Кантора о трансфинитных числах первоначально была воспринята как нарушение многовековых традиций, заложенных ещё древними греками и отрицающих актуальную бесконечность как легальный математический объект. Со временем канторовская теория множеств была поставлена на аксиоматическую основу и стала краеугольным камнем в современном построении оснований математики, на неё опираются математический анализ, топология, функциональный анализ, теория меры и многие другие разделы математики.

## Биография

### Ранние годы и обучение

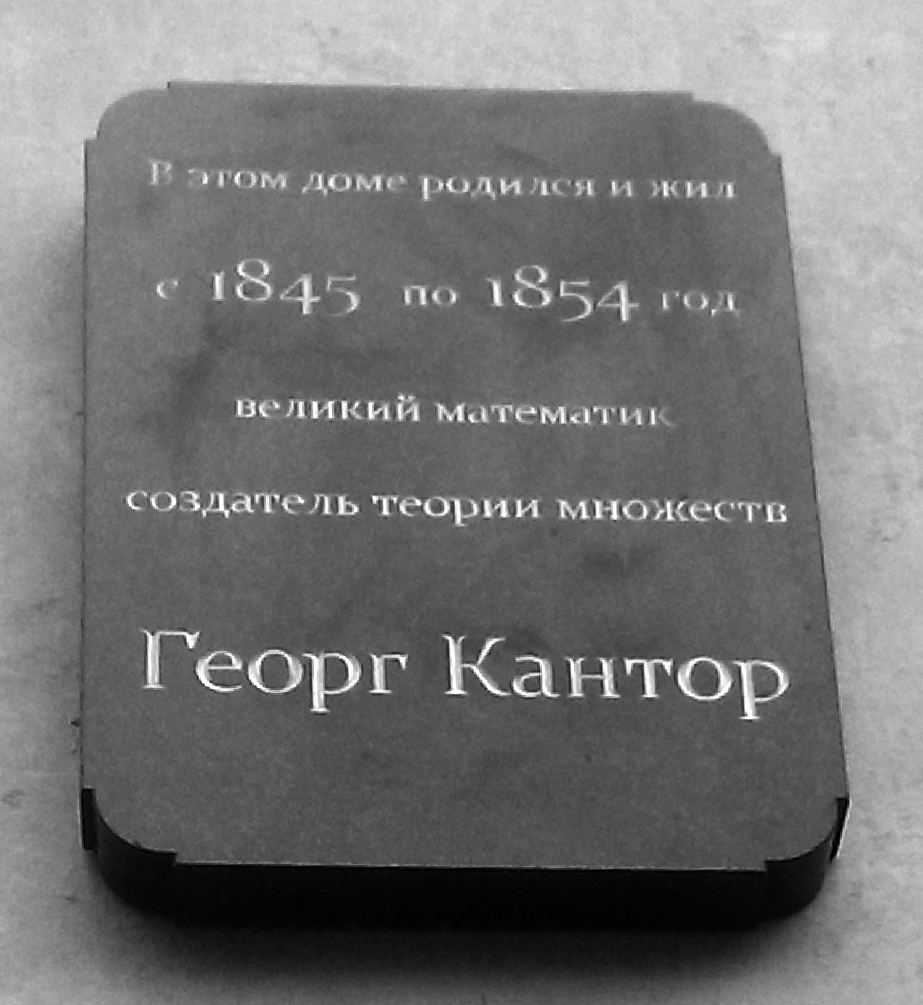
Мемориальная доска на доме № 24 11-й линии Васильевского острова

Кантор родился в 1845 году в Западной колонии торговцев в Санкт-Петербурге и рос там до одиннадцатилетнего возраста. Отец — Георг-Вольдемар Кантор (1814, Копенгаген — 1863, Франкфурт) — происходил из осевших в Амстердаме португальских евреев и был датским подданным лютеранского вероисповедания, маклером Петербургской фондовой биржи. В Петербурге уже давно жили многие родственники отца, начиная с прадеда. Двоюродный брат отца — известный русский юрист-цивилист Д. И. Мейер. В российских документах Георг-Вольдемар Кантор именовался Егором Яковлевичем Кантором. Мать — Мария-Анна Бём (1819, Санкт-Петербург — 1896, Берлин) — племянница известного австрийского скрипача Йозефа Бёма. Дед математика по матери, Франц Бём (1788—1846), и его сын Людвиг (муж художницы Елизаветы Бём) тоже были скрипачами. С 1850 года в том же доме (11-я линия, дом 24) на Васильевском острове, где жила семья Канторов, поселился 29-летний П. Л. Чебышёв.
Георг был первенцем, старшим из шести детей. Он виртуозно играл на скрипке, унаследовав от своих родителей значительные художественные и музыкальные таланты. Отец семейства писал в 1851 году о сыне: «Он одарён от природы стремлением к порядку, преобладающим надо всем остальным». В 1853 году Георг поступил в Петришуле. Когда отец заболел, семья, рассчитывая на более мягкий климат, в 1856 году переехала в Германию: сначала в Висбаден, а потом во Франкфурт.
В 1860 году Георг окончил с отличием реальное училище в Дармштадте; учителя отмечали его исключительные способности к математике, в частности, к тригонометрии. В 1862 году поступил в Федеральный политехнический институт в Цюрихе. Через год умер его отец; получив солидное наследство, Георг перевёлся в Берлинский университет имени Гумбольдта, где начал посещать лекции таких знаменитых учёных, как Леопольд Кронекер, Карл Вейерштрасс и Эрнст Куммер. Лето 1866 года он провёл в Гёттингенском университете — крупнейшем центре математической мысли тех времён. В 1867 году Берлинский университет присвоил ему степень доктора философии за работу по теории чисел «De aequationibus secundi gradus indeterminatis».

### Начало научной деятельности (1869—1878)

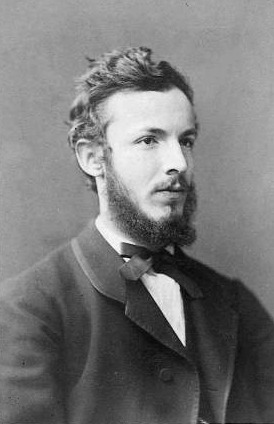
Георг Кантор в 1870 году

После непродолжительной работы в качестве преподавателя в Берлинской школе для девочек Кантор занял место в Галльском университете Мартина Лютера, где и прошла вся его карьера. Необходимую для преподавания хабилитацию он получил за свою диссертацию по теории чисел. В 1872 году Кантор познакомился с Рихардом Дедекиндом, ставшим его близким другом и единомышленником. Многие идеи Кантора обсуждались в переписке с Дедекиндом.
В статье 1872 года Кантор дал вариант обоснования теории вещественных чисел. В его модели вещественное число определяется как класс фундаментальных последовательностей рациональных чисел. В отличие от ранее общепринятого ньютоновского определения из «Универсальной арифметики», канторовский подход был чисто математическим, без ссылок к геометрии или иным измерительным процедурам. Другую версию, также чисто математическую, опубликовал в том же году Дедекинд (она была основана на «дедекиндовых сечениях», см. Конструктивные способы определения вещественного числа).
В 1874 году Кантор женился на Валли Гутман (нем. Vally Guttmann). У них было 6 детей, последний из которых родился в 1886 году (4 дочери и двое сыновей). Несмотря на скромное академическое жалование, Кантор был в состоянии обеспечить семье безбедное проживание благодаря полученному от отца наследству. Биографы отмечают, что даже в период своего медового месяца в горах Гарца Кантор много времени проводил за математическими беседами с другом Дедекиндом. В этом же 1874 году Кантор опубликовал в «Журнале Крелле» статью, в которой ввёл понятие мощности множества и показал, что рациональных чисел столько же, сколько натуральных, а вещественных гораздо больше (по совету Вейерштрасса этот революционный вывод был в статье смягчён).
Кантор получил звание внештатного профессора в 1872 году, а в 1879 году стал полным профессором. Получить это звание в 34 года было большим достижением, но Кантор мечтал о должности в более престижном университете, например, Берлинском — в то время ведущем университете Германии, однако его теории встречают серьёзную критику, и переход в другое место осуществить не удалось.
В 1877 году Кантор получил поразительный результат, который сообщил в письме Дедекинду: множества точек отрезка и точек квадрата имеют одну и ту же мощность (континуум), независимо от длины отрезка и ширины квадрата. Заодно он сформулировал и безуспешно пытался доказать «континуум-гипотезу». Первая статья Кантора с изложением этих ключевых результатов появилась в 1878 году и называлась «К учению о многообразиях» (термин «многообразие» Кантор позже заменил на «множество»). Публикация статьи не раз откладывалась по требованию возмущённого Кронекера, возглавлявшего кафедру математики Берлинского университета. Кронекер, считающийся предтечей конструктивной математики, с неприязнью относился к канторовской теории множеств, поскольку её доказательства нередко носят неконструктивный характер, без построения конкретных примеров; понятие актуальной бесконечности Кронекер считал абсурдным.
Кантор понял, что позиция Кронекера не позволит ему даже уйти из Галльского университета. Сам Кантор придерживался того же мнения, что и большинство современных нам математиков: любой непротиворечивый математический объект следует считать допустимым и существующим.

### Конфликты вокруг теории множеств  (1878—1889)
Канторовская теория множеств натолкнулась на резкую критику со стороны ряда известных математиков-современников — Анри Пуанкаре; позднее — Германа Вейля и Лёйтзена Брауэра (см. Споры о теории Кантора). Они напоминали, что до Кантора все корифеи математики, от Аристотеля до Гаусса, считали актуальную бесконечность недопустимым научным понятием. Положение усугубило обнаружение в первой версии теории множеств губительных противоречий. Критика была порой очень агрессивна: так, Пуанкаре называл «канторизм» тяжёлой болезнью, поразившей математическую науку, и выражал надежду, что будущие поколения от неё излечатся; а в публичных заявлениях и личных выпадах Кронекера в адрес Кантора мелькали иногда такие эпитеты, как «научный шарлатан», «отступник» и «развратитель молодёжи».
Резкой критике со стороны части видных математиков противостояли всемирная известность и одобрение других. В 1904 году Лондонское королевское общество присудило Кантору свою высшую математическую награду — медаль Сильвестра. Сам Кантор верил в то, что теория трансфинитных чисел была сообщена ему свыше. Бертран Рассел оценил теорию множеств как «один из главных успехов нашей эпохи», а Давид Гильберт назвал Кантора «математическим гением» и заявил: «Никто не сможет изгнать нас из рая, созданного Кантором».
В 1881 году умер коллега Кантора Эдуард Гейне, оставив после себя вакантную должность. Руководство университета приняло предложение Кантора пригласить на этот пост Рихарда Дедекинда, Генриха Вебера или Франца Мертенса (именно в таком порядке), но, к большому огорчению Кантора, все они отказались. В итоге пост занял Фридрих Вангерин. В 1882 году общение Кантора с Дедекиндом прекратилось — вероятно, вследствие обиды на отказ последнего от должности в Галле.
В 1883 году Кантор опубликовал ключевую в своём творчестве статью «Основы общего учения о многообразиях». В это же время он начал активную переписку с видным математиком того времени — Гёстой Миттаг-Леффлером, жившим в Швеции, и вскоре начал публиковаться в его журнале «Acta mathematica». Однако в 1885 году Миттаг-Леффлёр встревожился относительно философского подтекста и новой терминологии в одной статье, присланной ему Кантором для печати, и попросил Кантора отозвать свою статью, пока та ещё проходила корректуру, написав, что эта статья «опередила время примерно лет на сто». Отозвать статью Кантор согласился, но никогда больше в «Acta Mathematica» не публиковался и резко оборвал отношения и переписку с Миттаг-Леффлером. У Кантора начался первый период депрессии, и на протяжении более чем пяти лет Кантор ничего не публиковал, кроме нескольких статей философского плана, ограничиваясь преподавательской деятельностью.

### Последние годы (1889—1918)

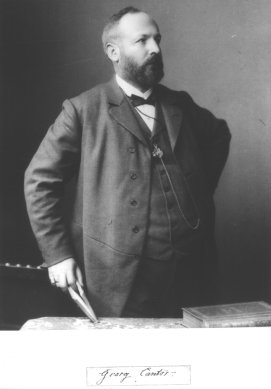
Георг Кантор в 1894 году

Вскоре после восстановления (1889) Кантор сразу же сделал несколько важных дополнений к своей теории, в частности, доказал диагональным методом несчётность множества всех подмножеств натуральных чисел, однако так и не достиг того же высокого уровня продуктивности, какой у него был в 1874—1884 годах. В конце концов он обратился с предложением о мире к Кронекеру, которое тот благосклонно принял. Тем не менее, разделявшие их философские расхождения и трудности остались. Тем временем часть математиков, особенно молодые, приняли теорию множеств, стали её развивать и применять для решения разнообразных проблем. Среди них — Дедекинд, Гильберт, Феликс Бернштейн, Анри Лебег, Феликс Клейн, Адольф Гурвиц, Эрнст Цермело, Н. Н. Лузин и другие.
В 1890 году Кантор способствовал организации Германского математического общества (нем. Deutsche Mathematiker-Vereinigung) и был председателем на его первом съезде в Галле в 1891 году; в то время его репутация была весьма устойчива даже несмотря на оппозицию Кронекера, в итоге Кантор был избран первым президентом общества. Кантор пригласил Кронекера выступить с докладом, но тот не смог принять предложение по причине трагической гибели своей жены.
Периодически повторяющиеся с 1884 года и до конца дней Кантора приступы депрессии некоторое время ставили в вину его современникам, занявшим чересчур агрессивную позицию, но сейчас считается, что эти приступы, вероятнее всего, были развитием душевной болезни.
В статье 1892 года впервые появился знаменитый диагональный метод Кантора. Последней работой, своеобразным завещанием учёного, стала статья «К обоснованию учения о трансфинитных множествах» (в двух частях, 1895—1897). Это одна из самых известных работ Кантора, в ней, в дополнение к предыдущим результатам теории множеств, строится иерархия алефов.
В 1897 году началась интенсивная переписка Кантора с Гильбертом по поводу первого обнаруженного в теории множеств противоречия — парадокса Бурали-Форти, крайне обеспокоившего Гильберта. Кантор выразил мнение, что в теории множеств следует проводить различие между двумя типами понятий — трансфинитными и абсолютными («недоступными», как он выразился), из них только первые поддаются человеческому разуму, а в отношении вторых возможно только приближение к их постижению. Гильберта эта метафизика не убедила, по его мнению, неразрешимых математических задач нет и быть не может. Дискуссия продолжалась два года и ни к чему не привела. Решение парадоксов (не ставшее, впрочем, общепринятым) было найдено только 30 лет спустя, после замены «наивной теории множеств» Кантора на аксиоматическую, исключившую «недоступные» множества из числа легальных понятий.
В декабре 1899 года у Кантора умер 13-летний сын. Душевная болезнь Кантора обострилась, почти готовая третья часть статьи «К обоснованию учения о трансфинитных множествах» так и не была завершена. До 1913 года Кантор продолжал преподавание в университете (время от времени делая длительные перерывы на лечение), затем вышел на пенсию. Его интересы после 1899 года касались в основном философии Лейбница и вопроса об авторстве шекспировских пьес, которым Кантор увлекался уже много лет.
Георг Кантор умер 6 января 1918 года от сердечного приступа в психиатрической лечебнице города Галле.

## Некоторые объекты, названные в честь Кантора
- Кантор — ударный кратер на обратной стороне Луны;
- Канторово множество — континуальное множество нулевой меры на отрезке;
- Медаль Кантора — математическая награда, вручаемая Немецким математическим обществом;
- Нумерующая функция Кантора — отображение декартовой степени множества натуральных чисел в само себя;
- Теорема Кантора о том, что мощность множества всех подмножеств данного множества строго больше мощности самого множества;
- Теорема Кантора — Бендиксона
- Теорема Кантора — Бернштейна о равномощности множеств A и B при условии равномощности A подмножеству B и равномощности B подмножеству A;
- Теорема Кантора — Гейне о равномерной непрерывности непрерывной функции на компакте;
- Функция Кантора (Канторова лестница).

## Сочинения
- Cantor G. Gesammelte Abhandlungen und philosophischen Inhalts / Hrsg. von E. Zermelo. B., 1932.
- Кантор Г. Труды по теории множеств. — М.: Наука, 1985. — 431 с. — (Классики науки).